# زانکت مارگارتن آندر زایرنینگ
زانکت مارگارتن آندر زایرنینگ (به آلمانی: Sankt Margarethen an der Sierning) یک منطقهٔ مسکونی در اتریش است که در ناحیه زانکت پولتن-لاند واقع شده‌است. زانکت مارگارتن آندر زایرنینگ ۱۴٫۵۶ کیلومتر مربع مساحت دارد ۲۶۱ متر بالاتر از سطح دریا واقع شده‌است.